# Serraca crassestrigata
Serraca crassestrigata är en fjärilsart som beskrevs av Hugo Theodor Christoph 1880. Serraca crassestrigata ingår i släktet Serraca och familjen mätare. Inga underarter finns listade i Catalogue of Life.